# (9717) Lyudvasilia
(9717) Lyudvasilia (1976 SR5) – planetoida z pasa głównego asteroid okrążająca Słońce w ciągu 3,57 lat w średniej odległości 2,33 j.a. Odkryta 24 września 1976 roku.